# St. Marys (Ohio)
St. Marys é uma cidade localizada no estado americano de Ohio, no Condado de Auglaize.

## Demografia
Segundo o censo americano de 2000, a sua população era de 8342 habitantes.

## Geografia
De acordo com o United States Census Bureau tem uma área de
11,3 km², dos quais 11,2 km² cobertos por terra e 0,1 km² cobertos por água.

## Localidades na vizinhança
O diagrama seguinte representa as localidades num raio de 16 km ao redor de St. Marys.